# 邊際利潤率
邊際利潤率，用以解釋工業生產量的決策，是一條方程式，如下:
| 邊際利潤率 ＝ | （ 1 － | 變動成本 | ） | ×100% |
| 邊際利潤率 ＝ | （ 1 － | 銷售收入 | ） | ×100% |
變動成本是可變的，例如一種產品，如果一次生產50件，每件平均成本為50元，但如果一次生產200件，每件成本可能會降到40元或更少，所以變動成本法可以反映市場分額的變動情況。